# 羽下修三
羽下 修三（はが しゅうぞう、1891年〈明治24年〉6月1日 - 1975年〈昭和50年〉5月17日）は、日本の彫刻家。雅号は大化（たいか）、蜀獨楽（しょっこま）。

## 略歴
新潟県中蒲原郡川内村大字川内（現 五泉市川内）の醸造業・羽下徳八の次男として出生。
1909年（明治42年）3月に新潟中学校を卒業、第一高等学校を受験するが不合格、代用教員として新潟県の小学校に勤務、1910年（明治43年）12月に一年志願兵として村松町の陸軍歩兵第30連隊に入隊、1915年（大正4年）に結婚。
1916年（大正5年）4月に東京美術学校彫刻科木彫部に入学、高村光雲、白井雨山、大村西崖に学び、卒業して研究生になってからは北村西望、朝倉文夫、関野聖雲にも学んだ。
1921年（大正10年）3月に東京美術学校彫刻科木彫部を卒業、同年10月の第3回帝展で『光明へ』が初入選、1926年（大正15年）7月の第3回白日会展で『菩薩』により最高賞である白日賞を受賞。
1927年（昭和2年）2月に東京美術学校彫刻科木彫部講師に就任。
1929年（昭和4年）10月の第10回帝展で『春を萠ゆる』が特選、1930年（昭和5年）10月の第11回帝展で『爛漫』が特選、1933年（昭和8年）5月に帝国美術院から永久無鑑査に推薦された。
1936年（昭和11年）6月に東京美術学校彫刻科木彫部助教授に就任。
1944年（昭和19年）5月に文部省により東京美術学校の改革が行われ、北村西望、朝倉文夫、関野聖雲らと共に辞職、1945年（昭和20年）4月に新潟県中蒲原郡五泉町大字三本木（現 五泉市三本木）の妻の実家に疎開。
1952年（昭和27年）6月に新潟大学教育学部非常勤講師に就任。
新潟県文化祭美術展（1959年〈昭和34年〉から新潟県美術展覧会〈県展〉）の審査員や新潟県文化財調査審議委員などを務め、後進の指導育成や郷土文化の振興発展に尽力した。
1972年（昭和47年）5月に新潟県東蒲原郡三川村（現 阿賀町）の平等寺の住職から制作を依頼された『薬師如来像』を1975年（昭和50年）5月16日に完成させたが、翌5月17日午前7時に五泉市三本木の自宅で脳溢血のため死去、83歳没。葬儀・告別式は5月20日に五泉市錦町の興泉寺で執り行われた。戒名は彫心院修観證三居士。
1975年（昭和50年）11月に羽下修三のアトリエが羽下の墓所がある五泉市川内の永谷寺の境内に移築されて羽下修三記念館（羽下大化記念館）として一般に公開された。
1977年（昭和52年）10月に五泉市粟島の粟島公園に羽下修三顕彰碑が建立された。顕彰碑には「梅散るや蹴合ひし鶏の別れゆく」という羽下修三の俳句が刻まれている。

## 栄典
- 1968年（昭和43年）11月3日 - 勲五等双光旭日章「彫刻技術の研究に努めるとともに美術教育に尽力し地方文化の振興に寄与」[8][42][43]

## 親族
- 羽下徳彦 - 長男[44]、日本史学者、東北大学名誉教授。
- 小林存 - 従叔父（母の従弟〈母の父の三妹の次男〉）[45]、ジャーナリスト、民俗学者、歌人、俳人。羽下修三は小林に俳句を学んだり、小林に連れられて柳田國男、金田一京助、折口信夫、渋沢敬三に民俗学を学んだりした[46]。

## 作品

### 卒業制作
- 『斷結無染』東京藝術大学大学美術館、1921年。

### 代表作
- 『出演前（バレリーナ）』新潟市江南区・北方文化博物館、1934年。
- 『二千六百年を舞う』新潟県立近代美術館、1942年。『治亂泰平を舞ふ』から改題した[47]。
- 『瞋恚』越後製菓、1957年。
- 『薬師如来像』新潟県東蒲原郡阿賀町・平等寺、1975年。

### 人物像
- 『野本恭八郎像』新潟県長岡市・如是蔵博物館、1928年。長岡市立互尊文庫に建立したもう一つの像は金属類回収令のため供出された[48]。
- 『田中絹代像』神奈川県鎌倉市・円覚寺松嶺院・田中絹代墓碑、1933年。墓碑は小林正樹が建立した。墓碑にはめ込まれている像の横には小津安二郎の所望で会津八一が揮毫した「游於藝」という言葉が刻まれている[49]。
- 『大平晟像』苗場山山頂、1935年。
- 『斎藤巳三郎像』新潟市中央区・関屋神明宮、1936年。
- 『石崎清助像』新潟市新津美術館、1941年。
- 『高頭仁兵衛像』弥彦山大平公園、1950年。
- 『泰澄大師像』福井県勝山市・平泉寺白山神社、1951年。
- 『堀部安兵衛像』兵庫県赤穂市・大石神社、1953年。
- 『桑名義廣像』新潟市東区・桑名病院、1963年。
- 『小出源吉像』新潟市秋葉区・小出耳鼻咽喉科、1967年。

### 動物像
- 『忠犬タマ公像』新潟県・五泉市立愛宕小学校、1937年。2012年に廃校になった五泉市立川内小学校から移設された。新潟市中央区の白山公園に建立したもう一つの像は金属類回収令のため供出された[50]。